# Rufitidia forficata
Rufitidia forficata är en insektsart som beskrevs av Song och Li 2009. Rufitidia forficata ingår i släktet Rufitidia och familjen dvärgstritar. Inga underarter finns listade i Catalogue of Life.